# 唐学华
唐学华（1955年9月9日—），江苏人，曾任中国国家羽毛球队女单主教练。在执教生涯中，他曾培养出赵剑华、杨阳、葛菲、顾俊、张宁及谢杏芳等多名世界冠军和奥运会冠军。

## 簡歷
唐学华在1970年入选江苏省羽毛球队，至1978年退役。退役后，他成为江苏队的教练，為球隊培养过出赵剑华、杨阳等世界冠军，亦输送过葛菲、顾俊等好手到国家队。
1994年，唐学华被调入中国国家羽毛球队，自1998年起出任国家羽毛球队女单主教练；至2008年奧運會結束後，由弟子奥运冠军张宁接任。2012年，由於张宁在产后小休半年，唐学华再次暂代女单主教练。